# Hervormde kerk (Kesteren)
De Hervormde kerk is een kerkgebouw in het Nederlandse dorp Kesteren, provincie Gelderland. De kerk wordt gebruikt door de Hervormde gemeente Kesteren.

## Geschiedenis
De kerkenlijst van de domfabriek vermeldt de kerk van Kesteren in 1395. Uit opgravingen is echter gebleken dat er al veel eerder een kerk heeft gestaan. Er zijn restanten aangetroffen van een 13e-eeuws tufstenen eenbeukige kerk met een halfrond koor. Uit teruggevonden paalgaten kan worden geconcludeerd dat de allereerste kerk waarschijnlijk een houten bouwwerk was.
In de 14e eeuw werd de toren gebouwd. Eind 15e eeuw is het romaanse schip van de 13e-eeuwse kerk vervangen door een nieuw exemplaar dat uit drie beuken bestond. Het 13e-eeuwse halfronde koor werd in de 16e eeuw afgebroken en vervangen door een nieuw, hoog, gotisch koor. Tegen het nieuwe koor werd een sacristie gebouwd.
Tijdens de reformatie gingen pastoor en parochie geheel over naar de nieuwe protestantse leer.
Tijdens de Tweede Wereldoorlog leed de kerk flinke schade. In de winter van 1944-1945 brandde het schip uit, waarbij alleen de muren bleven staan. Ook het koor had schade opgelopen maar had nog wel zijn gewelf behouden, echter na de bevrijding stortte het gewelf alsnog naar beneden. De toren had geen noemenswaardige schade en was dus behouden gebleven. In 1949 werden de restanten van het schip en het koor afgebroken, waarna ingenieur J.B. baron van Asbeck in 1951 een nieuw kerkgebouw optrok tegen de oude toren aan. Een gebeeldhouwde 14e-eeuwse kop die boven de ingang aan de noordzijde van het schip was ingemetseld, is behouden gebleven en in de toren aangebracht. Een viertal kraagstenen die dienst hadden gedaan in het koor, zijn overgebracht naar de hervormde kerk van Loenen aan de Vecht voor hergebruik in het portaal.

## Beschrijving

### Toren
De bakstenen toren is in de 14e eeuw gebouwd. De onderste geleding is volledig glad en heeft slechts enkele lichtspleten en een klein venstertje. De bovenste geleding heeft op elk van de vier zijden twee rechthoekige spaarvelden, waarin zich galmgaten bevinden. De hoge spits is ingesnoerd en achtzijdig en wordt met leisteen bedekt.
Oorspronkelijk kende de toren geen ingang op het maaiveld: de toren kon alleen via een ladder worden betreden. Wellicht had dit te maken met een verdedigingsfunctie van de kerktoren. In 1951 kreeg de toren alsnog een ingang. Tevens werden er toen eenlaags gebouwtjes tegen de toren geplaatst.
In de toren hangen twee klokken, waarvan een dateert uit 1444.
Door de oorlogsschade kwamen er in het schip resten van muurschilderingen aan het licht. Deze bevonden op de oostelijke torenmuur, die de westwand van de kerk vormde.

### Schip en koor
In 1949 zijn het door oorlogsschade vervallen schip en koor afgebroken. Het oorspronkelijke schip dateerde uit de 15e eeuw en kende twee smalle zijbeuken. Het 16e-eeuwse koor werd door drie zijden gesloten en was opvallend hoger dan het schip. In het westelijke deel van het schip zijn de restanten gevonden van een klokkengieterij.
Het huidige kerkgebouw is in 1951 gebouwd en bestaat uit één beuk en een driezijdige apsis. Het bouwwerk is in 1971 geclassificeerd als rijksmonument vanwege de waardevolle interieuronderdelen: een 17e-eeuwse preekstoel, een 17e-eeuws doopbekkenarm en een aantal 17e-eeuwse grafzerken.
Het orgel is in 1976 gebouwd door Emile Verschueren.